# Ranca Kalapa
Ranca Kalapa is een bestuurslaag in het regentschap Tangerang van de provincie Banten, Indonesië. Ranca Kalapa telt 6692 inwoners (volkstelling 2010).